# Moonwalker
Moonwalker é um filme experimental dos gêneros musical e fantasia científica antológica estrelado pelo cantor Michael Jackson, lançado em 1988 durante a sua turnê Bad World Tour, contendo trechos de vários clipes do astro.
Em vez de apresentar uma narrativa contínua, o filme expressa a influência fandom e da inocência por meio de uma seleção de curtas-metragens sobre Michael Jackson, vários dos quais são videoclipes de canções do álbum Bad de Jackson. O nome do filme vem da técnica de dança conhecida como moonwalk, pela qual Jackson era conhecido por realizá-la em suas apresentações.

## Enredo e segmentos
O filme é dividido em segmentos que representam os diferentes estágios da carreira de Michael e foram baseados em sua própria visão de como seus fãs o idolatravam ao invés de ouvir as mensagens que ele queria dizer com suas canções.

### "Man in the Mirror"
O primeiro segmento de Moonwalker é uma performance ao vivo da música "Man in the Mirror" durante um show da turnê do álbum Bad na Europa. Neste segmento são vistos vídeos de shows ao vivo de Jackson no Estádio de Wembley, entre outros. "Man in the Mirror" também apresenta uma montagem de clipes de crianças na África, bem como cenas de personalidades históricas como Martin Luther King, Madre Teresa, Mahatma Gandhi, Nelson Mandela, Jesus Cristo, dentre outras figuras históricas.

### "Retrospective"
No seguimento seguinte é mostrado um curta biográfico de dez minutos sobre Jackson, mostrando os primeiros anos de sua carreira no grupo The Jackson 5 até a realização da Bad World Tour.

### "Badder"
O terceiro segmento é uma paródia do videoclipe da música "Bad", que mostra crianças realizando os papéis dos personagens do clipe original. O vídeo é estrelado por Brandon Quintin Adams (que também aparece no segmento "Smooth Criminal" mais adiante no filme) como o jovem Michael Jackson. O segmento também apresenta três sobrinhos de Michael, Jermaine La Jaune Jackson, Jr. junto com TJ e Taryll Jackson, além da então atriz mirim Nikki Cox.

### "Speed Demon"
"Speed Demon" é uma continuação direta de "Badder". Depois de filmar "Badder", o pequeno Michael e seus seguranças (também crianças) estão deixando o set de filmagem e caminham por uma nuvem de fumaça e saem de lá já como adultos. Um menino e sua avó que estavam visitando os estúdios junto com outros turistas reconhecem Michael Jackson e avisa o restante do grupo a descerem do ônibus e passam a persegui-lo para pedir autógrafos. Na tentativa de evitar que os fãs fanáticos e alguns pistoleiros (depois de tropeçar sobre a filmagem de um faroeste dirigido por Steven Spielberg), Jackson logo se disfarça vestindo uma fantasia (encontrada num galpão do estúdio) de um coelho chamado Spike, mas acaba provocando os fãs em continuar perseguindo-o quando eles percebem que é ele na fantasia; Michael pega uma moto e foge, com todos os turistas indo atrás dele.
Durante a perseguição, Michael se transforma em outras celebridades como Sylvester Stallone, Tina Turner e Pee-wee Herman. Depois de uma longa perseguição, os fãs são finalmente parados por um policial e são presos. Depois de perder de vista definitivamente os fãs, Michael encosta em um cânion e remove o traje, que vem a vida e desafia-o a uma dança no meio da estrada. Após isso, um policial de trânsito surge e multa Michael por ele "dançar em local proibido"; quando Michael tenta se defender para mostrar o coelho ele percebe que Spike desapareceu. O policial então sarcasticamente pede um autógrafo de Michael, pedindo que assine sua multa de trânsito. Quando Michael está se preparando para ir embora, a cabeça do coelho se materializa em um penhasco rochoso próximo; Spike acena para Michael, sendo retribuído por um sorriso.

### "Leave Me Alone"
O quinto segmento do filme é a animação feita para o videoclipe de "Leave Me Alone", com foco no interesse da mídia na vida pessoal de Jackson, porque ele sentia que as pessoas não o deixavam em paz. No vídeo Michael entra em um parque de diversões bizarro onde encontra cachorros, o seu macaco Bubbles, o esqueleto do Homem-Elefante, lagartos etc. Ao fim do segmento percebe-se que o parque de diversões está montado em torno do corpo de um gigante Michael Jackson; ele então se levanta destruindo todo o local.

### "Smooth Criminal"
No início de Smooth Criminal, três crianças, Sean, Zeke e Katie, sorrateiramente estão se dirigindo ao Clube dos 30, um local marcado para se esconderem com Jackson. Ao avistarem Michael eles presenciam um tiroteio no lugar onde Jackson estava que acaba por destruir todo o local. Então Katie passa a se lembrar o que ocorreu naquela manhã: as três crianças e o cantor estavam se divertindo em um campo com seu cão Skeper. O cão foge forçando Michael e Katie a irem procura-lo. Só que os dois acabam por encontrar o esconderijo secreto de Mr. Big, um poderoso traficante de drogas que planeja dominar o mundo com seu exercito bem treinado. Katie grita quando vê uma aranha e Mr. Big descobre-os espionando, passando a persegui-los desde então.
A história retorna para o tiroteio em frente a loja de Michael. Uma estrela cadente passa despercebida pelos soldados de Big e Michael deseja ter super-poderes para escapar dos bandidos; quando os capangas atiram nele Michael magicamente desaparece, deixando apenas o seu casaco branco para trás. Ao perceber que Michael escapou mais uma vez, Mr. Big ordena seus capangas a procurá-lo com seus cães. É iniciada, então, uma grande perseguição pela cidade a procura de Michael e as crianças fogem para o clube previamente combinado por Michael. Ele acaba sendo encurralado em um beco, onde ele mais uma vez vê a estrela cadente e se transforma em um automóvel desportivo (um protótipo do Lancia Stratos HF 1970) que zarpa em alta velocidade diante dos capangas do Mr. Big; Michael, ainda na forma do carro, é perseguido pelas ruas da cidade até que ele despista os capangas.
Enquanto isso, as crianças chegam ao Clube dos 30 e descobrem que o lugar é um clube abandonado e mal-assombrado. Ao perceberem barulhos repentinos elas saem do local e se escondem atrás de muro; Michael volta a sua forma humana sendo visto por Katie e entra sozinho no Clube. Ao entrar no local, ele descobre que o local está cheio de pessoas e que as crianças não estão; ele joga uma moeda em uma jukebox do bar começando assim a execução da música "Smooth Criminal" consagrando passos como o moonwalk e o The Lean. No clímax da música, Mr. Big encontra Michael no bar e cerca o clube, sequestrando Katie que estava do lado de fora observando Michael dançar. Após isso, Michael sai do clube e encontra Sean e Zeke; eles vão até o covil de Mr. Big e descobrem que foram atraídos para uma armadilha.
O traficante ameaça injetar drogas em Katie. Revoltado, Michael tenta defendê-la, mas é espancado. A estrela cadente surge mais uma vez e libera novos poderes a Michael, transformando-o em um robô gigante que aniquila completamente os soldados de Big. Sem alternativas, Big foge e utiliza seu último recurso secreto, um canhão de energia escondido em uma encosta, ameaçando Michael, agora transformado numa super nave espacial. Big atinge a nave, que cai violentamente pra fora do covil; quando Big se prepara para matar as crianças, a nave de Michael ressurge e dispara um raio laser azul que destrói o canhão, atingindo fatalmente Mr. Big. Por fim, a nave acaba indo embora do local e Katie chora por Michael ter ido embora.

### "Come Together"
Na conclusão de "Smooth Criminal", Sean, Katie e Zeke retornam à cidade, acreditando que Michael se foi para sempre. Quando os garotos falam sobre Michael, Katie vai embora chorando tomando uma estrela de papel que estava na mão de Zeke. Ela se senta em um canto de um beco bastante chorosa e deseja inadvertidamente que Michael retorne, a estrela de papel voa para fora de sua mão e Michael surge de um nevoeiro no meio da noite, abraçando as crianças. Eles retornam ao clube, que agora se transformou em um backstage de um show. As crianças recebem Skeper de volta enquanto permanecem em um canto do palco para ver Michael cantar. Michael canta a música "Come Together" dos Beatles, que foi regravada por ele no álbum HIStory, sendo assistido pelas crianças e pela enorme plateia, encerrando o filme.

## Elenco
- Michael Jackson como ele mesmo
- Joe Pesci como Frankie "Mr. Big" Lideo
- Kellie Parker como Katie
- Sean Lennon como Sean
- Brandon Quintin Adams como Zeke e o jovem Michael (no segmento "Badder")

## Lançamento
O lançamento de Moonwalker foi originalmente programado para coincidir com o do álbum de Jackson de 1987 Bad. Durante o lançamento teatral de Moonwalker, Michael Jackson também estava iniciando a Bad World Tour, sua primeira turnê como artista solo. O filme foi lançado nos cinemas da Europa e da América do Sul, mas a Warner Bros. cancelou os planos de um lançamento teatral amplo no Natal de 1988 nos Estados Unidos. Moonwalker foi lançado em vídeo caseiro nos Estados Unidos e Canadá em 10 de janeiro de 1989, assim que a Bad World Tour terminou (a turnê deveria terminar antes disso, mas seu encerramento foi adiado devido a um ligeiro problema vocal de Michael, fazendo com que ela continuasse somente após a última semana de janeiro de 1989). Até o dia 17 de abril de 1989, o lançamento em home video do filme nos Estados Unidos havia conseguido vender mais de oitocentas mil cópias do filme; por este feito, Moonwalker foi homenageado com uma certificação de 800.000 cópias vendidas pela Recording Industry Association of America (RIAA). No Reino Unido, Moonwalker foi certificado nove vezes com disco de Platina.
Moonwalker foi lançado em VHS e permaneceu em primeiro lugar na parada de vídeos da Billboard por 22 semanas.

### Recepção crítica
O filme recebeu críticas mistas. Os críticos elogiaram a música, mas reclamaram da falta de enredo e que o filme mais parecia uma "coletânea de videoclipes". A revista Variety afirmou que Moonwalker "parece inseguro sobre o que [o filme] pretendia ser. No meio do filme está o segmento 'Smooth Criminal', uma peça musical/dramática cheia de dança, crianças desajeitadas, efeitos de ficção científica e metralhadoras em chamas (tudo isso dirigido pelo vencedor do Oscar, Colin Chilvers), baseado em uma história de Jackson. Em torno desse segmento estão apenas vários videoclipes de Jackson com pouca ou nenhuma ligação. Embora pareça bastante agradável, nada disso contribui para um filme estruturado ou profissional".
A Video Software Dealer's Association concedeu a Jackson um prêmio por Moonwalker em 1989.
O segmento "Leave Me Alone" foi disponibilizado à parte do filme e ganhou um Grammy em 1990 de Melhor videoclipe ou curta-metragem musical, sendo o único prêmio Grammy que Jackson recebeu pelo álbum Bad. O vídeo "Leave Me Alone" também ganhou o prêmio Cannes Gold Lion de Melhores Efeitos Especiais.

## Lançamento em outras mídias

### Mídia doméstica
O filme foi lançado nos Estados Unidos apenas em VHS e LaserDisc. As vinhetas apresentadas no filme também aparecem em uma caixa de DVD com videoclipes de Michael Jackson intitulada Michael Jackson's Vision. O conjunto apresenta apenas as sequências de música e dança em "Smooth Criminal", a música-título e o final "Come Together", em oposição ao curta-metragem inteiro.
Moonwalker foi lançado em um Blu-ray sem região no Reino Unido em junho de 2010 pela Warner Bros. Esta versão Blu-ray continha uma nova transferência remasterizada e uma trilha sonora DTS-HD Master Audio. As cenas onde Mr. Big ameaça injetar heroína em Katie foram cortadas desse lançamento. O Blu-ray foi lançado em sua proporção original de cinema 16:9, diferente dos lançamentos caseiros anteriores que disponibilizavam apenas o formato 4:3.

### Televisão
O filme estreou na televisão brasileira em abril de 1994, quando foi exibido pelo SBT dentro da extinta faixa Quarta Especial. Desde então, a emissora tem mantido os direitos de exibição do filme na TV aberta, passando a exibi-lo por vários anos geralmente como um especial de fim de ano na grade do canal até meados dos anos 2000. Após passar um tempo arquivado, a emissora voltou a exibir o filme em 2009, através da Tela de Sucessos, logo após a morte de Michael Jackson.

## Adaptações para outras mídias

### Vídeogames
Moonwalker foi adaptado pela primeira vez em forma de game para vários computadores domésticos pelo desenvolvedor britânico U.S. Gold. Este jogo de ação de cima para baixo seguiu os segmentos do filme, tendo pouca semelhança com o último. Outros jogos mais populares desenvolvidos envolvendo o filme foram produzidos pela Sega com a cooperação de Michael Jackson.
Moonwalker foi desenvolvido em um videogame de arcade pela Sega com a ajuda de Jackson, que foi lançado no hardware Sega System 18. Uma adaptação distinta também foi desenvolvida para os sistemas de videogame doméstico Genesis/Mega Drive e Master System da Sega.

### Quadrinhos
Em 1989, a Blackthorne Publishing adaptou o filme para uma história em quadrinhos chamada "Moonwalker 3-D" (#75 da série de revistas Blackthorne's 3-D Series). Este título, ilustrado por Abel Laxamana, foi um fator que contribuiu muito para o fim da Blackthorne, uma vez que a editora teve que pagar uma enorme taxa de licenciamento pela propriedade do filme, culminando com o fracasso da própria HQ quando ela foi lançada, gerando uma grande perda financeira e acarretando a falência da empresa. A Blackthorne encerrou suas atividades em 1990.